# Elaeocarpus pseudopaniculatus
Elaeocarpus pseudopaniculatus là một loài thực vật có hoa thuộc họ Elaeocarpaceae.
Loài này chỉ có ở Malaysia.
Chúng hiện đang bị đe dọa vì mất môi trường sống.